# Сахаров Євген Михайлович
Євген Михайлович Сахаров (рос. Евгений Михайлович Сахаров; * 4 листопада 1987, Москва, Російська РФСР) — російський театральний та кіноактор.
В 2009 закінчив ВТУ ім. М. С. Щепкіна (курс Р. Солнцевої). Працює в МХАТ ім. Горького.

## Фільмографія
- 2010: «Стомлені Сонцем 2: Передстояння»
- 2016: «Майор і магія» — Іван Бичков

та інші.